# Godstar
«Godstar» es un sencillo de 1985, lanzado por el grupo de música experimental inglés Psychic TV. Fue escrito por la artista Genesis P-Orridge y el bajista Alex Fergusson. La letra describe, básicamente, la vida del guitarrista y fundador de The Rolling Stones, Brian Jones (1942-1969).

## Inspiración

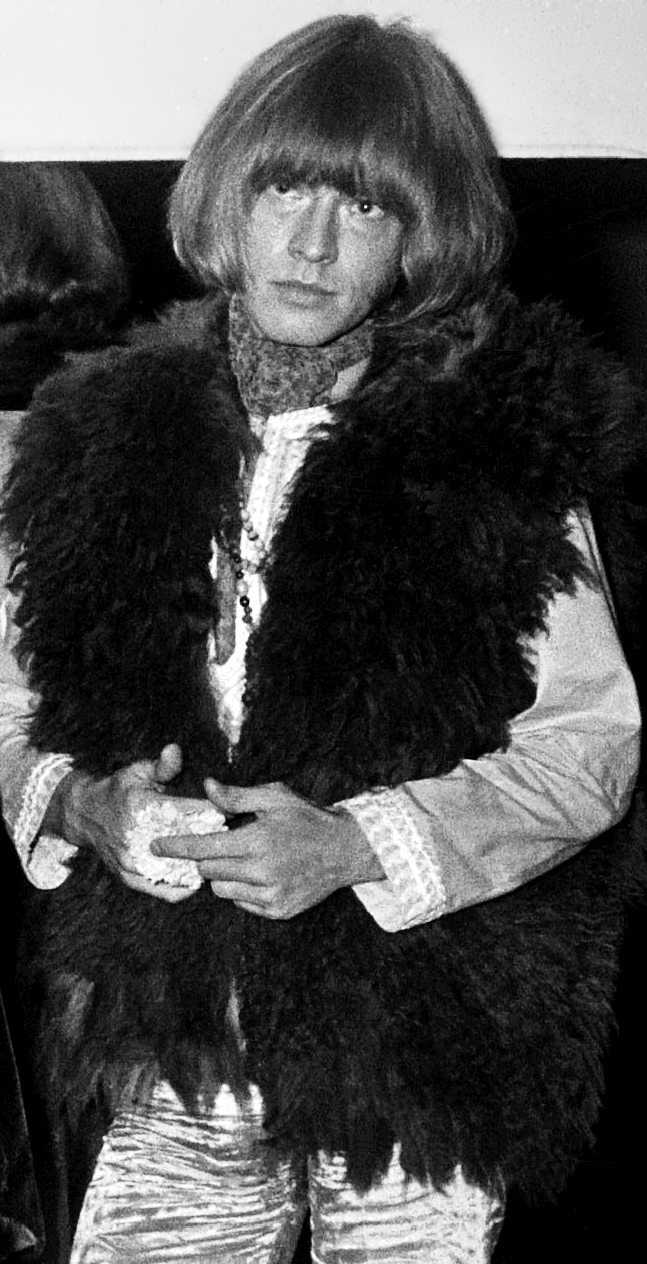
Brian Jones en 1967. La canción está basada en su vida.

Genesis encontraba irresistibles las cualidades artísticas de Jones, tanto su poderosa androginia como esa conexión telepática con la música que Genesis afirmaba ver en el integrante de The Rolling Stones. Según los créditos que acompañan al disco Godstar: Thee Director's Cut de Psychic TV, P-Orridge llegó a conocer a Jones durante la grabación de un programa musical de televisión llamado Thank Your Lucky Stars, el 21 de marzo de 1966 en Aston, Birmingham. Esta experiencia, junto con su entrada en ambientes mod y el consecuente modo de vestir de éstos, terminaron por marcar definitivamente el resto de la vida de Genesis, ya como Genesis P-Orridge, reflejado en un proceso de autoconocimiento que canalizó a través de la escritura, la actuación, el teatro, la pintura, el cine, la música y varias disciplinas espirituales, rituales y físicas. Inclusive, años más tarde, la artista sostuvo que a Jones lo asesinaron y que hicieron los demás miembros de los Stones, para evitar de la decadencia de Jones.

## Video
El videoclip de la canción está constituido por imágenes los miembros de Psychic TV en un campo, intercaladas con imágenes de archivo de Brian Jones, su novia de ese entonces y de The Rolling Stones en conciertos y entrevistas. Como así también se puede ver a Genesis cantando con de sus hijas. 

## Personal
- Genesis P-Orridge (voz)
- Alex Fergusson (bajo, guitarra y coros)
- Matthew Best (batería)
- Paula P-Orridge (percusión)
- John Gosling (cintas, programación)
- Paul "Grimsby" Reeson (guitarra)